# Saucisse de foie

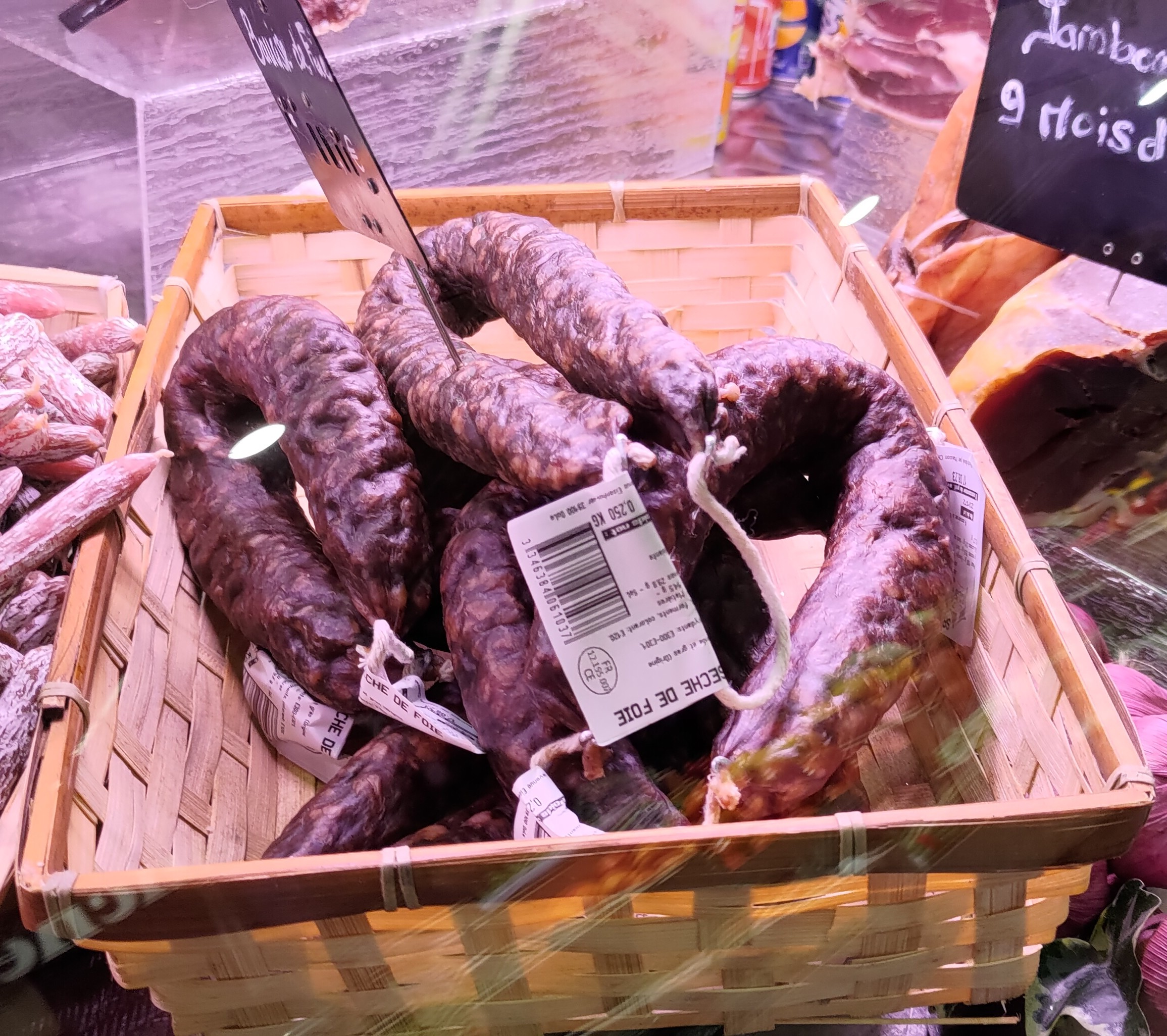
Saucisses de foie aux Halles de Narbonne

La saucisse de foie est une charcuterie, consistant en une saucisse sèche composée principalement de gras, de maigre et de foie de porc. C'est une spécialité proche du figatellu corse, communément préparée et commercialisée dans le Sud de la France, principalement en région Occitanie et notamment dans le département de l'Ariège,.
Une confrérie de la saucisse de Foix, jouant sur l'homophonie, a été créée en 2010.